# Martinskirche (Oedelsheim)

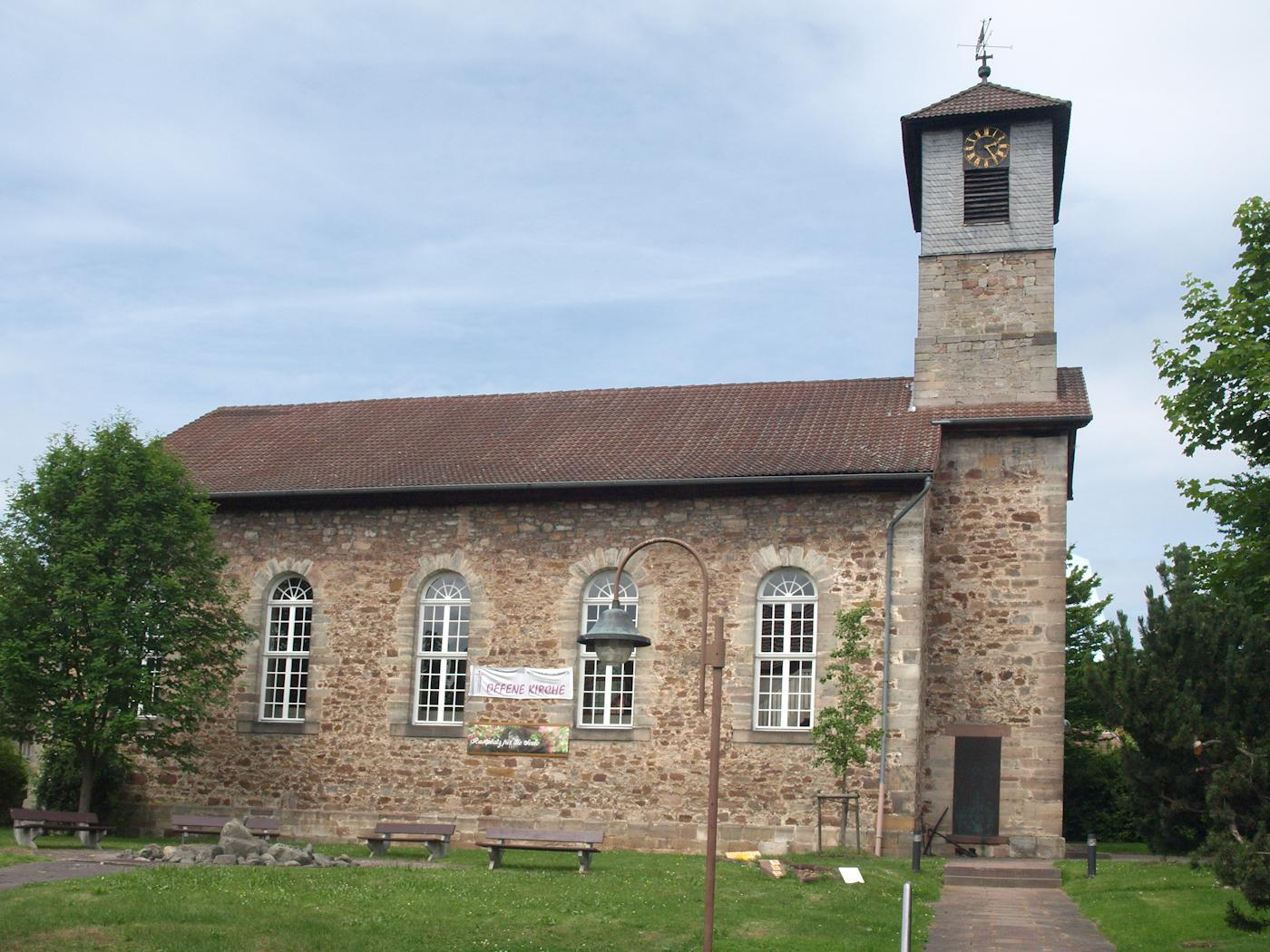
Martinskirche von Süden

Die Martinskirche ist eine evangelische Kirche in Oedelsheim (Gemeinde Wesertal). In der Landeskirche von Kurhessen-Waldeck wird nicht zwischen einer reformierten und einer lutherischen Kirche unterschieden. Die Kirche wurde von 1826 bis 1830 in klassizistischem Stil nach den Plänen des Kasseler Architekten Daniel Engelhard erbaut.

## Äußerer Bau
Den  Saalbau hat man zum Teil aus Feldsteinen des Vorgängerbaus errichtet. Er zeigt im Osten eine halbrunde Apsis. Die Längsseiten des Kirchenschiffs sind mit hohen Rundbogenfenstern versehen. Im Westen schließt sich ein querrechteckiger, teilweise ins Dach eingebundener Turm an. Oben ist dieser mit Schiefer verkleidet. Dort befinden sich die Schallöffnungen für die Glocken sowie die Turmuhr mit je einem Zifferblatt in jeder Himmelsrichtung.

## Inneres
Das Hauptportal im Westen öffnet sich zu einer Vorhalle, dann gelangt man in das eigentliche Kirchenschiff. Für die Gläubigen stehen 450 Sitzplätze zur Verfügung. Der Mittelgang führt auf die halbrunde Apsis zu, in der der schlichte Altar steht, links davon die nur wenig erhöhte Kanzel und rechts der Taufstein.
Der gesamte Innenraum gliedert sich in einen Mittelteil, an den sich links und rechts halbhohe Emporen anschließen. Hohe Säulen trennen den Emporenbereich vom Mittelteil. Sie lagern auf massiven kurzen Pfeilern und bilden eine zusätzliche Stütze für die Decke des breiten Kirchenschiffs. Obwohl es sich um eine Saalkirche handelt, ergibt sich so die Illusion von Dreischiffigkeit.

## Ausstattung
Der Taufstein wurde aus der Vorgängerkirche übernommen. Nach der kelchartigen Form lässt er sich auf die Zeit vor 1300 datieren. Seit 2000 ist er im Wappen von Oedelsheim dargestellt.
Die Glocken im Turm wurden im Jahr 1616 gegossen.
Die Orgel stammt von Conrad II. Euler aus der Werkstatt der Gebrüder Euler und wurde zwischen 1910 und 1920 erbaut. Sie stand ursprünglich im Chorraum und wurde später auf die Westempore über dem Haupteingang umgesetzt. Im 20. Jahrhundert wurde die Disposition des Instruments verändert. Die Orgel verfügt über 15 Register, die auf zwei Manuale und Pedal verteilt sind.

## Galerie

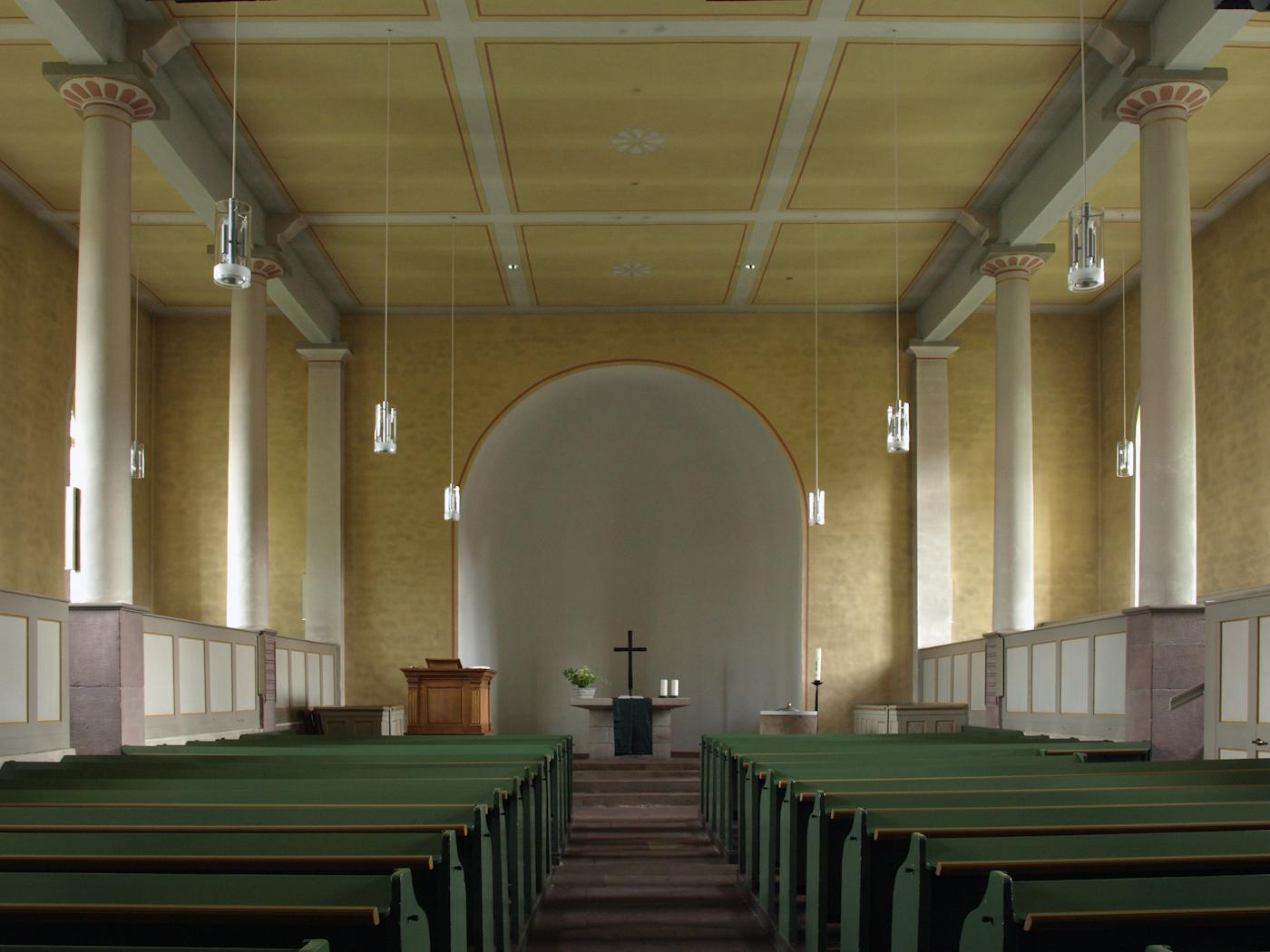
Blick zum Altar
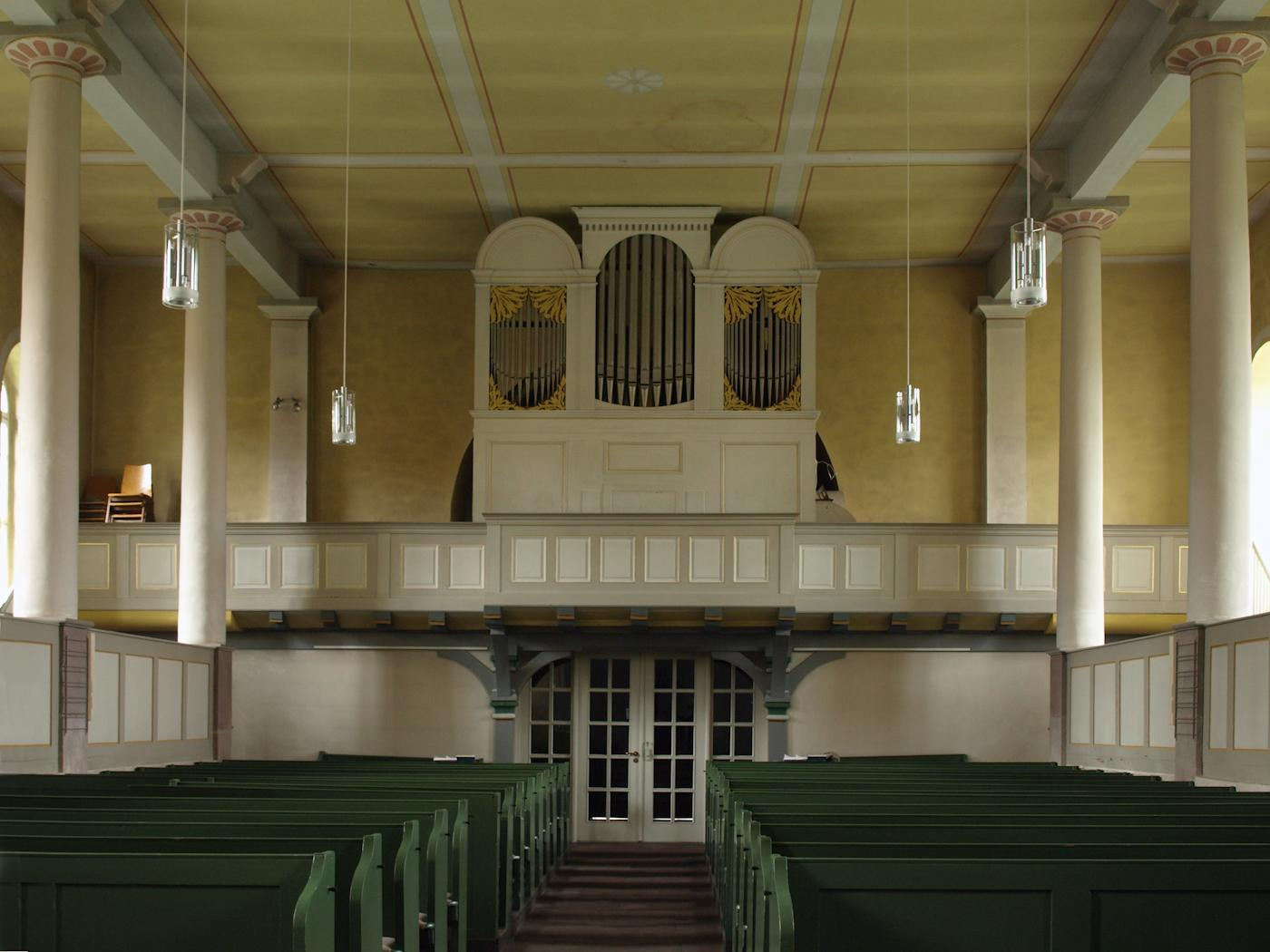
Blick auf die Euler-Orgel
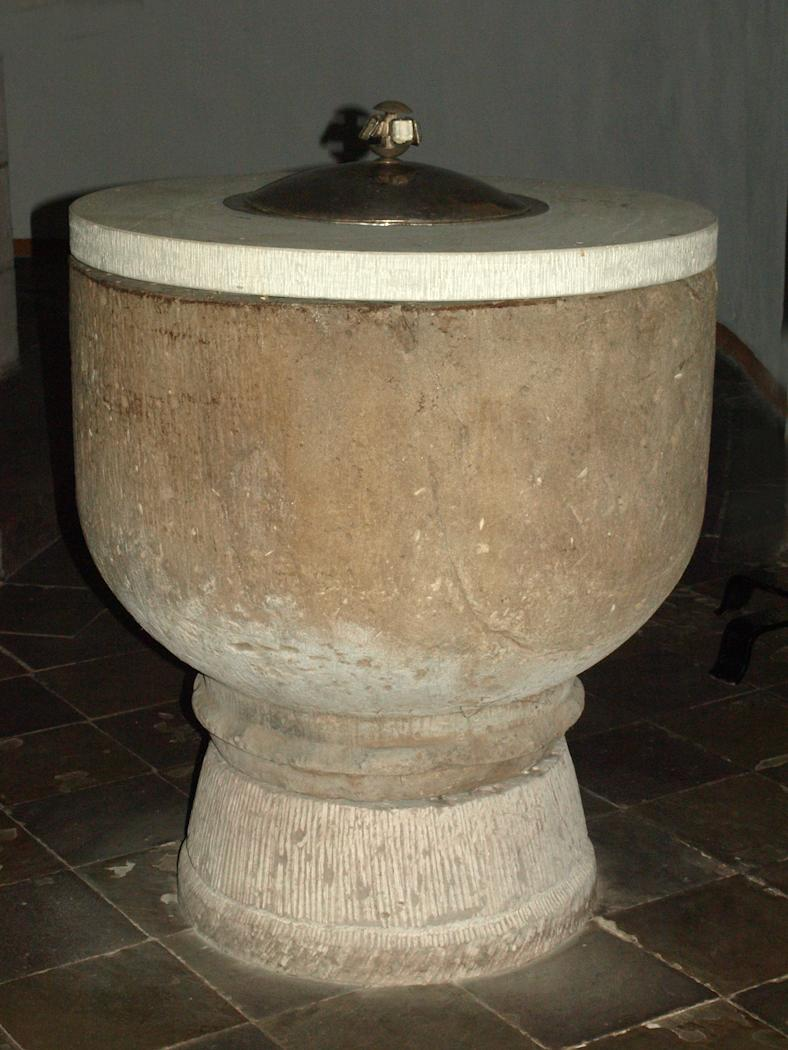
Der Taufstein

## Vorgeschichte
Die christliche Gemeinde in Oedelsheim entstand schon im Zuge der Christianisierung um 800. Um 1000 hat sich dort schon eine Kirche befunden, deren Name „Sanct Agatha Othelessen“ überliefert ist. Sie hatte die Funktion einer Tauf- und Mutterkirche für 15 Gemeinden in der Umgebung und war Sitz eines Erzpriesters. Nach Gründung des Klosters Lippoldsberg im 11. Jahrhundert verloren die Kirche und der Ort Oedelsheim an Bedeutung.
Die 1538 in Hessen eingeführte Reformation änderte die Verhältnisse. Obwohl die Klosterinsassen von Lippoldsberg nicht zwangsvertrieben wurden, kam es bald zur Klosterauflösung. Der nunmehr evangelische Pfarrer von Oedelsheim erhielt Landbesitz des ehemaligen Klosters.
Vom Vorgängerbau der heutigen Martinskirche weiß man, dass es sich um einen langgestreckten Bau von 26,5 m Länge und 9 m Breite handelte, dessen Grundriss etwas schräg zum heutigen Bauwerk lag. Der bauliche Zustand der alten Kirche wurde schon 1765 beanstandet, 1825 musste man schließlich aus Sicherheitsgründen die Gottesdienste aus der Kirche in die Schulstube verlegen. Der Abbruch erfolgte im gleichen Jahr.
1826–1830 entstand der Neubau, die heutige Kirche. Die Steine wurden vermutlich teilweise vom Vorgängerbau übernommen, teilweise kamen sie aus einem Steinbruch bei Vernawahlshausen.  Renovierungen erfolgten 1896, 1930, 1956 und 1986.